# Теплова, Надежда Сергеевна
Надежда Сергеевна Теплова (в замужестве Терюхина; 1814—1848) — русская поэтесса.

## Биография
Надежда Теплова родилась 19 марта 1814 года в городе Москве, в купеческой семье. Получила довольно хорошее для того времени образование, главным образом литературное и музыкальное. 
В литературе она дебютировала уже в тринадцатилетнем возрасте, когда в «Московском телеграфе» появилось первое её стихотворение Н. Тепловой «К родной стороне» , а вслед за тем в «Дамском журнале» и другое стихотворение «Идиллия». 
Вскоре Надежда Сергеевна Теплова познакомилась с Михаилом Александровичем Максимовичем, который стал её наставником. С тех пор ее стихотворения стали появляться в различных периодических изданиях и сборниках; поэтессой были изданы, кроме указанных выше, следующие произведения: «Последняя песнь» и «К присланной лампаде» («Московский телеграф», 1829, часть І); «На смерть A. П. Эссена» («Московский телеграф», ч. II); «Русская песнь» и «К чародею» («Московский телеграф», 1830, ч. I); «Безнадежность» (альманах «Денница», 1830); «Жажда молитвы» («Сын Отечества», 1833, т. 2, отд. І, стр. 93); «Спокойствие» (альманах «Подарок бедным» на 1834 год, Одесса 1834, стр. 153); «К девице поэту» («Библиотека для чтения», 1838, № 3); «Забытые» и «Юноша» («Киевлянин», 1840, стр. 78 и 230).
В 1837 году вышла замуж за капитана Николая Степановича Терюхина, смотрителя Серпуховского уездного училища, впоследствии служившего в Межевой канцелярии.
Н. С. Теплова писала преимущественно небольшие лирические стихотворения; исключение в их ряду представляет отрывок из повести в стихах, помещенный в «Отечественных записках» (том ХVII). По характеру ее лирики Теплова принадлежала к Пушкинской школе; стихотворения ее проникнуты задушевностью и теплым чувством. Критика того времени отзывалась одобрительно о её произведениях. В 1833 году Теплова собрала их в отдельный томик, под заглавием «Стихотворения» (Москва, 1833; 2-е издание Москва, 1838). 
После её смерти М. А. Максимовичем выпущено было 3-е издание «Стихотворений», значительно дополненное, содержащее в себе 81 пьесу (Москва, 1860 год). Кроме того в «Киевской старине» (1882, том I, стр. 162 и 164) напечатаны два ее стихотворения из альбома М. А. Максимовича. 
Свои произведения писательница подписывала как фамилией по мужу, так и девичьей. 
Смерть мужа в 1845 году, а затем сына и дочери от крупа в 1846 году подкосили поэтессу и 16 июня 1848 года в городе Звенигороде Надежда Сергеевна Теплова—Терюхина скончалась не дожив и до 35-ти лет.
Сестра — Серафима Сергеевна Теплова, по мужу Пельская, автор двух рассказов и нескольких стихотворений, одно из которых, «К***» («Слезами горькими, тоскою…», 1830) приобрело большую известность, поскольку считалось, что оно посвящено памяти Рылеева. Стихотворение это произвело впечатление, в частности, на Лермонтова, у которого в стихах 1830—1831 годов встречаются прямые цитаты и реминесценции оттуда. Муж её, почтмейстер Дмитрий Фёдорович Пельский (1806—1845), также публиковал стихи.